# Jasmine Jasudavicius
Jasmine Jasudavicius (ur. 1 marca 1989 w St. Catharines) − kanadyjska zawodniczka mieszanych sztuk walki (MMA) walcząca w kategorii muszej. Od 2021 roku jest zawodniczką największej organizacji MMA na świecie - UFC. 

## Życiorys
Jasudavicius urodziła się w 1989 roku w St. Catharines, w Kanadzie jako córka Johna i Rity Lianga. Wychowywała się z dwójką rodzeństwa. Chociaż w czasach szkolnych była sportsmenką, jej kariera w MMA rozpoczęła się późno, przez przypadek, gdy w 2016 roku poznała trenera Chrisa Picketta.

## Osiągnięcia

### Mieszane sztuki walki
- Ultimate Fighting Championship
  - Bonus za występ wieczoru (trzy razy) vs. Priscila Cachoeira (2024)[4], Ariane da Silva (2024)[5], Jéssica Andrade (2025)[6]
  - Największa różnica w liczbie uderzeń w walce kobiet UFC (326:26) vs. Priscila Cachoeira[7]

## Lista zawodowych walk w MMA
| Wynik     | Bilans | Przeciwnik (bilans przed walką) | Rozstrzygnięcie                | Runda | Czas | Rozgrywki                                  | Data       | Miejsce           | Uwagi                                                                                            |
| --------- | ------ | ------------------------------- | ------------------------------ | ----- | ---- | ------------------------------------------ | ---------- | ----------------- | ------------------------------------------------------------------------------------------------ |
| Wygrana   | 14-3   | Jéssica Andrade (26-13)         | Poddanie (duszenie zza pleców) | 1     | 2:40 | UFC 315                                    | 10.05.2025 | Montreal          | Bonus za występ wieczoru.                                                                        |
| Wygrana   | 13-3   | Mayra Bueno Silva (10-4-1)      | Decyzja (jednogłośna)          | 3     | 5:00 | UFC Fight Night: Adesanya vs. Imavov       | 01.02.2025 | Rijad             |                                                                                                  |
| Wygrana   | 12-3   | Ariane da Silva (17-9)          | Poddanie (duszenie d'arce)     | 3     | 2:28 | UFC Fight Night: Moreno vs. Albazi         | 02.11.2024 | Edmonton          | Bonus za występ wieczoru.                                                                        |
| Wygrana   | 11-3   | Fatima Kline (6-0)              | Decyzja (jednogłośna)          | 3     | 5:00 | UFC on ESPN: Namajunas vs. Cortez          | 13.07.2024 | Denver            | Powrót do kategorii muszej.                                                                      |
| Wygrana   | 10-3   | Priscila Cachoeira (12-5)       | Poddanie (duszenie d'arce)     | 3     | 4:21 | UFC 297                                    | 20.01.2024 | Toronto           | Debiut w kategorii koguciej. Bonus za występ wieczoru.                                           |
| Przegrana | 9-3    | Tracy Cortez (10-1)             | Decyzja (jednogłośna)          | 3     | 5:00 | UFC Fight Night: Grasso vs. Shevchenko 2   | 16.09.2023 | Las Vegas         |                                                                                                  |
| Wygrana   | 9-2    | Miranda Maverick (11-4)         | Decyzja (jednogłośna)          | 3     | 5:00 | UFC 289                                    | 10.06.2023 | Vancouver         |                                                                                                  |
| Wygrana   | 8-2    | Gabriella Fernandes (8-1)       | Decyzja (jednogłośna)          | 3     | 5:00 | UFC Fight Night: Muniz vs. Allen           | 25.02.2023 | Las Vegas         |                                                                                                  |
| Przegrana | 7-2    | Natália Silva (12-5-1)          | Decyzja (jednogłośna)          | 3     | 5:00 | UFC on ESPN: Kattar vs. Emmett             | 18.06.2022 | Austin            |                                                                                                  |
| Wygrana   | 7-1    | Kay Hansen (7-4)                | Decyzja (jednogłośna)          | 3     | 5:00 | UFC 270                                    | 22.01.2022 | Anaheim           | Debiut w UFC.                                                                                    |
| Wygrana   | 6-1    | Julia Polastri (8-2)            | Decyzja (jednogłośna)          | 3     | 5:00 | Dana White's Contender Series 2021: Week 3 | 14.09.2021 | Las Vegas         | Pojedynek o kontrakt z UFC.                                                                      |
| Wygrana   | 5-1    | Ashley Deen (5-5)               | Decyzja (jednogłośna)          | 3     | 5:00 | Cage Fury FC 93                            | 12.03.2021 | Filadelfia        | Powrót do kategorii muszej.                                                                      |
| Przegrana | 4-1    | Elise Reed (1-0)                | Decyzja (niejednogłośna)       | 4     | 5:00 | Cage Fury FC 83                            | 13.08.2020 | Filadelfia        | Debiut w kategorii słomkowej. Pojedynek o wakujący pas mistrzyni Cage Fury FC w wadze słomkowej. |
| Wygrana   | 4-0    | Gabriella Gulfin (2-1)          | TKO (kolana)                   | 1     | 1:37 | Cage Fury FC 81                            | 01.02.2020 | Bensalem Township | Pojedynek w limicie umownym -55 kg.                                                              |
| Wygrana   | 3-0    | Christina Adcock (2-2)          | TKO (kolano na korpus)         | 1     | 0:52 | BTC 8                                      | 30.11.2019 | Niagara Falls     |                                                                                                  |
| Wygrana   | 2-0    | Kylie O'Hearn (1-1)             | Decyzja (jednogłośna)          | 3     | 5:00 | Cage Titans: Combat Night 2                | 07.09.2019 | Plymouth          |                                                                                                  |
| Wygrana   | 1-0    | Brigid Chase (0-0)              | Poddanie (duszenie zza pleców) | 2     | 1:17 | WFC 109                                    | 13.07.2019 | Pittsburgh        | Debiut w zawodowym MMA i kategorii muszej.                                                       |